# Zambear
Escola de Samba Cultural Zambear é uma escola de samba da cidade do Rio de Janeiro.

## História
A escola de samba foi fundada pelos integrantes do "Prêmio Samba é Nosso", com o nome de Escola de Samba Cultural Samba é Nosso. Desfilou pela primeira vez em 2015, pelo Grupo E, de avaliação, com um enredo contando a história do Candomblé. No ano seguinte, com a criação da liga de carnaval Samba é Nosso, trocou seu nome para Zambear.
Em 2016 alguns segmentos da escola chegaram a se armar na concentração da Estrada Intendente Magalhães para desfilar, no entanto o mesmo não aconteceu.

## Carnavais
| Ano                           | Colocação    | Grupo         | Enredo | Carnavalesco   | Intérprete  | Ref.        |
| ----------------------------- | ------------ | ------------- | --- | -------------- | ----------- | ----------- |
| 2015                          | 9º lugar     | E (avaliação) | Samba é Nosso conta a Diáspora no Brasil - A criação do Candomblé Compositores:Odmar do Banjo e Nego Wesley | Érika Patrícia |             | [ 2 ] [ 3 ] |
| 2016                          | Não desfilou | E (avaliação) | Preconceito comigo não! Sou igual a você, sou Brasileiro!                                                   | Érika Patrícia | Nêgo Wesley | [ 4 ]       |
| Suspensa de desfilar em 2017. |              |               | |                |             |             |

- Commons